# Google Baby – Das Geschäft mit den Leihmüttern
Google Baby – Das Geschäft mit den Leihmüttern ist ein israelischer Dokumentarfilm der Regisseurin Zippi Brand Frank aus dem Jahr 2009. Er beschäftigt sich mit Leihmutterschaft und Eizellspende im Zusammenhang mit Globalisierung.

## Handlung
Der schwule Israeli Doron Mamet erwirbt gemeinsam mit seinem Partner ein Baby für 140.000 Dollar bei dem US-amerikanischen Unternehmen Egg Donation. Viele Bekannte sind ebenfalls interessiert, können sich den Preis aber nicht leisten. Mamet gründet daraufhin das Unternehmen Tammuz, das befruchtete Eizellen aus den Vereinigten Staaten in der Befruchtungsklinik von Nayna Patel im indischen Anand austragen lässt.
Die indischen Leihmütter sind überwiegend arm und sehen die Leihmutterschaft als Weg an, für ihre Familie zu sorgen. Häufig werden der Kauf eines Hauses oder die Bildung der Kinder als Ziel genannt.

## Hintergrund
Ein Handlungsstrang, der nicht im endgültigen Film vorkommt, ist die Geschichte des Babys Manjhi, das in Nayna Patels Klinik für ein japanisches Paar geboren wurde. Während der Schwangerschaft hatte sich das Paar jedoch getrennt und beide Partner wollten das Baby nicht abholen. Die indischen Behörden wollten die Leihmutter dazu verpflichten, das Kind als ihr eigenes anzunehmen. Dagegen strengte die Leihmutter mit Hilfe der Klinik einen Rechtsstreit an. Schließlich nahm die japanische Mutter des Vaters das Baby zu sich.

## Kritik
Viele Kritiken betonen die unvoreingenommene und neutrale Darstellung. Jette Kernion bemängelt, der Film würde sich zu sehr in unwichtigen Details ergehen und dafür interessante Fakten nicht nennen. Die dargestellten Gegebenheiten werden überwiegend als ambivalent – „innovativ oder verstörend“ – bewertet.

## Auszeichnungen
- Bester israelischer Film auf der docaviv 2009[5]
- Special mention by the jury auf dem International Women’s Film Festival Israel 2009[6]